# MB크루
엠비 크루 (MB Crew)는 대한민국의 비보이 크루이다. 2002년 결성되었다.

## 멤버
- Bboy Racoon (박재형)
- Bboy haru 강일진
- Bboy Dol (박진형)
- Bboy faster (유권욱)
- Bboy (박문성)
- Bboy RizOne (김지민)
- Bboy starkey (이성준)
- Bboy Zealot (강재성)
- Bboy geek (김수강)

## 수상내역
- 2016년 한류힙합문화대상 힙합(Hiphop), 스트릿댄스 (Street Dance) 단체부문 비보이(Bboy)상
- 2016 제10회 전주 비보이 그랑프리 우승
- 2009 몬스터잼 준우승

## 경력
- 2016년 제20회 하동야생차문화축제 홍보대사
- 2015년 독일 배틀 오브 더 이어 (Battle of the Year) 한국대표
- 2002년 팀 결성